# Homarul
The Lobster este un film experimental din 2015 regizat de grecul Giorgos Lanthimos (debut regizoral ca regizor de filme în limba engleză). Rolurile principale au fost interpretate de actorii Colin Farrell,  Rachel Weisz și Léa Seydoux. Având acțiunea într-un viitor apropiat distopic, filmul spune povestea unui oraș în care oamenii singuratici au 45 de zile pentru a-și găsi cu adevărat perechea într-un hotel de lux în caz contrar fiind transformați în animale la alegere.  Este o  coproducție internațională, filmul fiind realizat de companii din Irlanda, Regatul Unit, Grecia, Franța și Olanda.

## Prezentare
Într-un distopic viitor apropiat, persoanele singure sunt închise într-un hotel unde trebuie să-și găsească un partener timp de 45 de zile, în caz contrar acestea vor fi transformate în animale, la alegerea lor. Zilele de cazare în hotel pot fi mărite prin împușcarea cu tranchilizante a celor singuratici aflați în pădure. David (Farrell) este un bărbat care fuge din hotel și se alătură unui grup rebel de singuratici din pădure, unde flirtul și relațiile sexuale sunt interzise. Aici David va găsi dragostea adevărată (Weisz), ambii fiind miopi.  Filmul se numește The Lobster deoarece David a ales homarul ca animalul preferat în care să fie transformat dacă nu reușește să găsească un partener în timpul cazării la hotel. Conducătoarea singuraticilor (Seydoux) își dă seama că între cei doi există o relație romantică și o duce pe femeie în oraș unde i se face o operație care o orbește. Cei doi fug la oraș și David se hotărăște să-și scoată ochii cu un cuțit în toaleta unui restaurant. Filmul se termină cu femeia mioapă (acum oarbă) așteptându-l pe David... 

## Distribuție
- Colin Farrell - David
- Rachel Weisz - Femeie mioapă
- Jessica Barden - Femeie cu sângerări nazale
- Olivia Colman - Manager  hotel
- Ashley Jensen - Femeie cu biscuiți
- Ariane Labed - Servitoare
- Angeliki Papoulia - Femeie fără inimă
- John C. Reilly - Bărbat sâsâit
- Léa Seydoux - Conducătoare a singuraticilor
- Michael Smiley -  Înotător singuratic
- Ben Whishaw - Bărbat care șchioapătă
- Roger Ashton-Griffiths - Medic[10]
- Ewen MacIntosh - Paznic hotel

## Producție
Producția filmului a costat 4 milioane de euro, filmările începând la 24 martie 2014 și finalizându-se la la 9 mai.. Filmările au avut loc Dublin și la Contea di Kerry.

## Primire
Filmul a beneficiat de recenzii pozitive din partea criticilor de film. Site-ul Metacritic l-a evaluat la 83 de puncte din 100 pe bazat a 10 opinii.

### Premii
| Listă de premii                       | Listă de premii                                         | Listă de premii                                          | Listă de premii |
| Premiu / festival de film             | Categorie                                               | Primitor(i)                                              | Rezultat        |
| ------------------------------------- | ------------------------------------------------------- | -------------------------------------------------------- | --------------- |
| Union de la Critique de Cinéma (UCC)  | Grand Prix                                              | The Lobster                                              | În așteptare    |
| Moët British Independent Film Awards  | Best British Independent Film                           | The Lobster                                              | Nominalizare    |
| Moët British Independent Film Awards  | Cel mai bun regizor                                     | Yorgos Lanthimos                                         | Nominalizare    |
| Moët British Independent Film Awards  | Cel mai bun actor                                       | Colin Farrell                                            | Nominalizare    |
| Moët British Independent Film Awards  | Cea mai bună actriță - rol secundar                     | Olivia Colman                                            | Câștigat        |
| Moët British Independent Film Awards  | Cel mai bun actor - rol secundar                        | Ben Whishaw                                              | Nominalizare    |
| Moët British Independent Film Awards  | Cel mai bun scenariu                                    | Yorgos Lanthimos and Efthimis Filippou                   | Nominalizare    |
| Moët British Independent Film Awards  | Producătorul Anului                                     | Ceci Dempsey, Ed Guiney, Yorgos Lanthimos și Lee Magiday | Nominalizare    |
| Cannes Film Festival                  | Palme d'Or                                              | The Lobster                                              | Nominalizare    |
| Cannes Film Festival                  | Jury Prize                                              | The Lobster                                              | Câștigat        |
| Cannes Film Festival                  | Queer Palm – Special Mention                            | The Lobster                                              | Câștigat        |
| Cannes Film Festival                  | Palm Dog Award – Grand Jury Prize                       | Bob the dog                                              | Câștigat        |
| Dublin Film Critics' Circle           | Best Irish Film                                         | The Lobster                                              | Locul 5         |
| Dublin Film Critics' Circle           | Best Actor                                              | Colin Farrell                                            | Locul 5         |
| European Film Awards                  | Best European Film                                      | The Lobster                                              | Nominalizare    |
| European Film Awards                  | Best European Director                                  | Yorgos Lanthimos                                         | Nominalizare    |
| European Film Awards                  | Best European Actor                                     | Colin Farrell                                            | Nominalizare    |
| European Film Awards                  | Best European Screenwriter                              | Yorgos Lanthimos and Efthimis Filippou                   | Câștigat        |
| European Film Awards                  | Best Costume Designer                                   | Sarah Blenkinsop                                         | Câștigat        |
| Film Fest Gent                        | Georges Delerue Award for Best Sound Design             | The Lobster                                              | Câștigat        |
| London Film Critics' Circle           | British Film of the Year                                | The Lobster                                              | În așteptare    |
| London Film Critics' Circle           | Supporting Actress of the Year                          | Olivia Colman                                            | În așteptare    |
| London Film Critics' Circle           | British Actor of the Year                               | Colin Farrell                                            | În așteptare    |
| Online Film Critics Society           | Best Non-U.S. Films                                     | The Lobster                                              | Câștigat        |
| Rotterdam International Film Festival | ARTE International Prize for Best CineMart 2013 Project | The Lobster                                              | Câștigat        |